# Davor Dominiković
Davor Dominiković (Metković, 7 de abril de 1978) é um handebolista profissional croata, campeão olímpico em Atenas 2004.